# Atles dels Ocells Nidificants de Catalunya
L'Atles dels ocells nidificants de Catalunya 1999-2002 és un llibre fruit d'un projecte d'investigació de l'Institut Català d'Ornitologia que va tenir com a objectiu l'establiment de la distribució de les poblacions d'ocells que nidifiquen a Catalunya i la mesura dels canvis que s'havien produït des del primer atles dels ocells de Catalunya que cobria el període 1975-1983. El llibre es va publicar el 2004 per l'editorial Lynx.
A l'Atles dels ocells nidificants de Catalunya s'inclou informació sobre la distribució de les espècies reproductores de Catalunya entre els anys 1999-2002 en un reticle de quadrats UTM de 10x10 km, successor de l'anterior atles de 1983 Atles dels ocells nidificants de Catalunya i Andorra. En comparar les dues obres es pot valorar quines espècies han desaparegut, quines són de nova implantació, així com les pautes de variació de la resta. A més, s'han realitzat mapes d'abundàncies relatives a partir de la informació obtinguda mitjançant censos en quadrats UTM d'1x1 km i de les capes d'informació geogràfica de caràcter ambiental. Aquestes anàlisis han permès obtenir informació preliminar sobre les variables ambientals que expliquen la distribució i abundància de les espècies. Un nova edició es va projectar des de 2014, en l'elaboració del qual un miler de voluntaris van participar.

## Edicions
- Atles dels ocells nidificants de Catalunya i Andorra (1983)
- Atles dels ocells nidificants de Catalunya 1999-2002
- Nou Atles dels ocells nidificants de Catalunya (iniciat el 2014)[3]